# Prince Hall
Prince Hall, (c.1735 – 4 de dezembro de 1807) é considerado o fundador da Maçonaria Negra nos Estados Unidos, hoje conhecido como Maçonaria Prince Hall.
A data e local de nascimento de Prince Hall, estão sujeitos a conjectura. Ele pode ter nascido ou em Inglaterra, Massachusetts ou Barbados, e seu ano de nascimento, é geralmente registrados, qualquer coisa como 1735 ou 1738. Histórias narrativas de nascimento e juventude de Prince Hall são infundadas e parece terem sido inventadas por seus autores (em particular, William H. Grimshaw em 1903).
Documentos em Massachusetts mostram que o escravocrata William Hall libertou um homem chamado Prince Hall, em 9 de abril de 1765, não pode ser conclusivamente ligado a qualquer pessoa, uma vez que existem registros de nada menos que 21 homens chamados Prince Hall vivendo em Boston na época. Também não se sabe se ele foi uma pessoa que nasceu livre ou foi liberto.
Prince Hall foi um proprietário e um eleitor registrado em Boston. Ele trabalhou como um abolicionista e activista dos direitos civis, lutou por leis para proteger os negros livres em Massachusetts de raptos pelos traficantes de escravos, fez campanha para as escolas para crianças negras, e proprietário de uma escola em sua própria casa.
Em 6 de março de 1775, Prince Hall e outros catorze negros livres , foram iniciados, passaram na prova e foram destacados na Military Lodge Nº 441, e foram integrados no Exército britânico e, em seguida, estacionados em Boston.

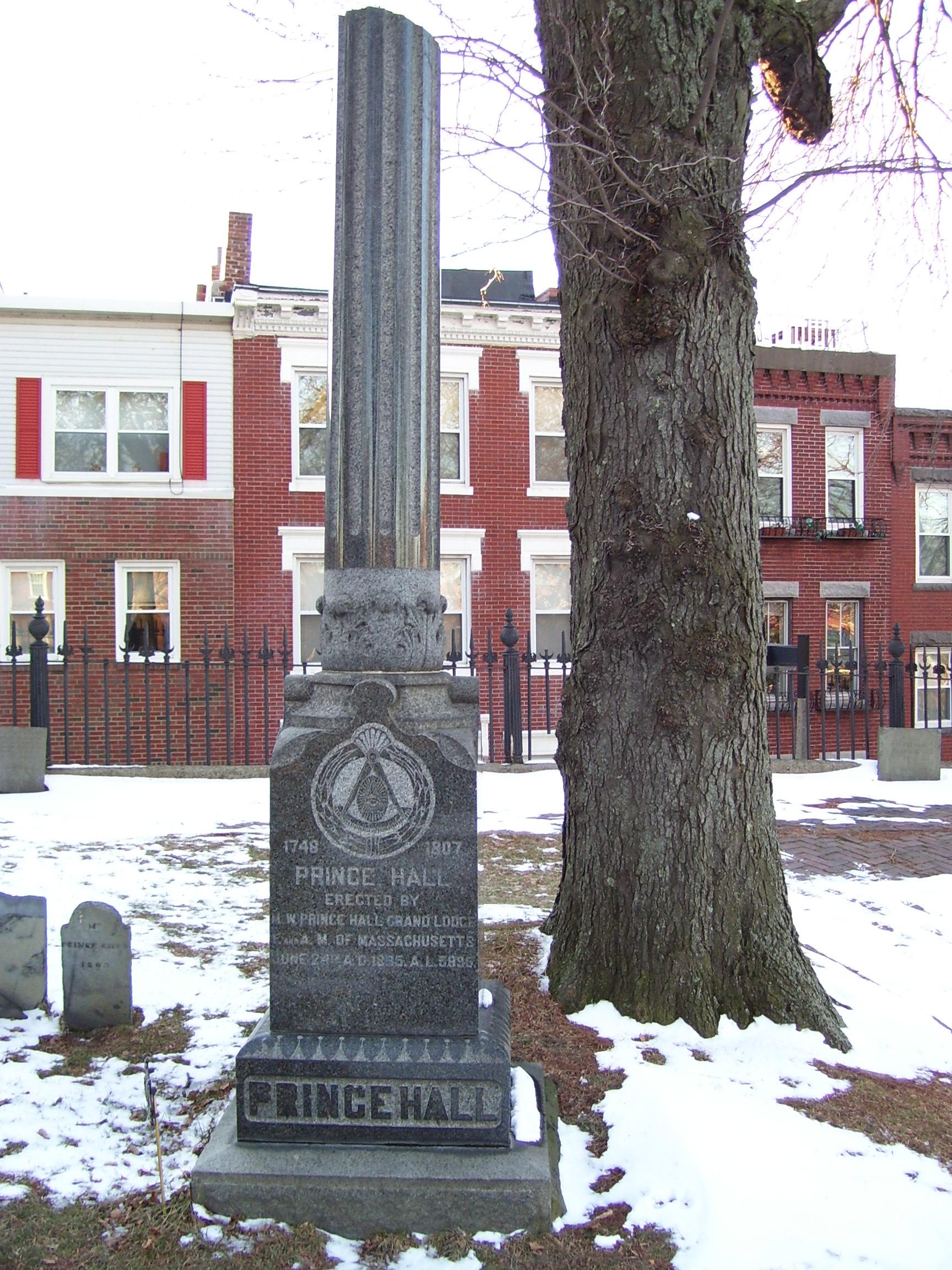
Sepultura de Prince Hall em Copp's Hill Burying Ground, em Boston, Massachusetts

É provável que Prince Hall tenha servido a Milícia de Massachusetts, durante a Guerra Revolucionária, mas a sua folha de serviços não é clara, pois pelo menos seis homens de Massachusetts fosse o "Prince Hall", que serviu no exército durante a guerra. Historiadores como George Washington Williams e Carter Woodson, acreditam que Prince Hall serviu na guerra. Ele pode ter sido um dos soldados negros que lutaram pelo lado americano da batalha de Bunker Hill.
Quando o exército britânico saiu de Boston em 1776, os maçons negros foram concedidos uma dispensa para operações limitadas como a Loja Africana  Nº1. Eles tinham o direito de reunir-se como uma Loja, para participar na procissão maçônica no dia de São João, e para enterrar seus mortos com os ritos maçónicos, mas não para conferir graus ou executar outras funções maçónica. Excluída pela província da Grand Lodge of Massachusetts (Grande Loja de Massachusetts), foram concedidos uma carta pela Grande Loja de Inglaterra, em 1784, pela Loja Africana Nº459 (mas, devido a problemas de comunicação, não receberam a carta de direitos até 1787).
Pouco depois, os maçons negros em outras partes dos Estados Unidos, começaram a contactar o Prince Hall, com pedidos para estabelecer Lojas filiadas em suas próprias cidades. Consistente com a prática maçónica na época, a Loja Africana concedeu os seus pedidos e serviu como Loja Mãe a nova Loja dos negros, na Filadélfia, Providence e Nova Iorque.
Um problema rapidamente se levantou para homens negros que desejam se tornar maçons no recém-formado Estados Unidos: os membros de uma Loja devem concordar por unanimidade, um voto anônimo para aceitar um peticionário para receber os graus. Como consequência da exigência de unanimidade, se apenas um membro de uma loja, não quisessem homens negros em sua Loja, seu voto seria o suficiente para causar a rejeição do peticionário. Assim, embora não existam excepções, Lojas Maçônicas e Grandes Lojas nos Estados Unidos, geralmente excluíriam Afro-americano. E desde que a votação fosse feita anonimamente, isso criou um outro problema: uma vez que ninguém sabia quem tinha votado contra o recorrente, não foi possível identificar um membro como uma política de racismo. Isto permitiu que mesmo um pequeno número de membros prejudicados efectivamente negar a adesão aos peticionários negros e, em alguns casos, até mesmo excluir os homens negros que tinham sido eleitos legitimamente maçons em jurisdições integrada. Assim, surgiu um sistema de segregação racial na Maçonaria Americana, que permaneceu no local até a década de 1960 e que persiste em algumas jurisdições, até este dia.
Em 1791, os maçons negros se reuniram em Boston, e formou a African Grand Lodge of North America (Grande Loja Africana da América do Norte). Prince Hall, foi eleito por unanimidade, Grão-Mestre e o serviu até a sua morte, em 1807. (A alegação de que ele foi nomeado Grão-Mestre Provinciano da América do Norte em 1791, ao que parece ter sido fabricada.) A Grande Loja Africana da América do Norte, foi mais tarde, rebatizado com o nome de Grande Loja Prince Hall, em sua honra. Em 1827, a Grande Loja Africana declarou sua independência da Grande Loja Unida da Inglaterra, como a Grande Loja de Massachusetts, tinha feito 45 anos antes. Ele também declarou a sua independência de todos as Grandes Lojas dos brancos nos Estados Unidos.
Hoje, predominantemente, a Grande Loja Prince Hall negras existentes nos Estados Unidos, Canadá, Caribe e Libéria, dominam as Lojas Prince Hall de todo o mundo. Depois de quase dois séculos de polêmica, a Grande Loja de Inglaterra, foi solicitada para decidir a questão da legitimidade maçónica de Prince Hall. Ao estudar cuidadosamente os registros, a Grande Loja de Inglaterra concluiu que, o Prince Hall e a Grande Loja de Massachusetts, foi de facto, de direito de reconhecimento maçónico, e esta contra a tradição que, por estado, apenas um corpo maçónico reconhecido deveria existir. Como resultado, a maioria (embora não todos) (isto é, predominantemente branco), as Grandes Lojas nos Estados Unidos e noutros países, estenderam o reconhecimento fraterno completo com os seus homólogos Prince Hall.
Em 2002, o acadêmico Molefi Kete Asante é listado como um dos 100 Melhores Afro-Americanos, na lista do  Prince Hall.